# Robert Campin

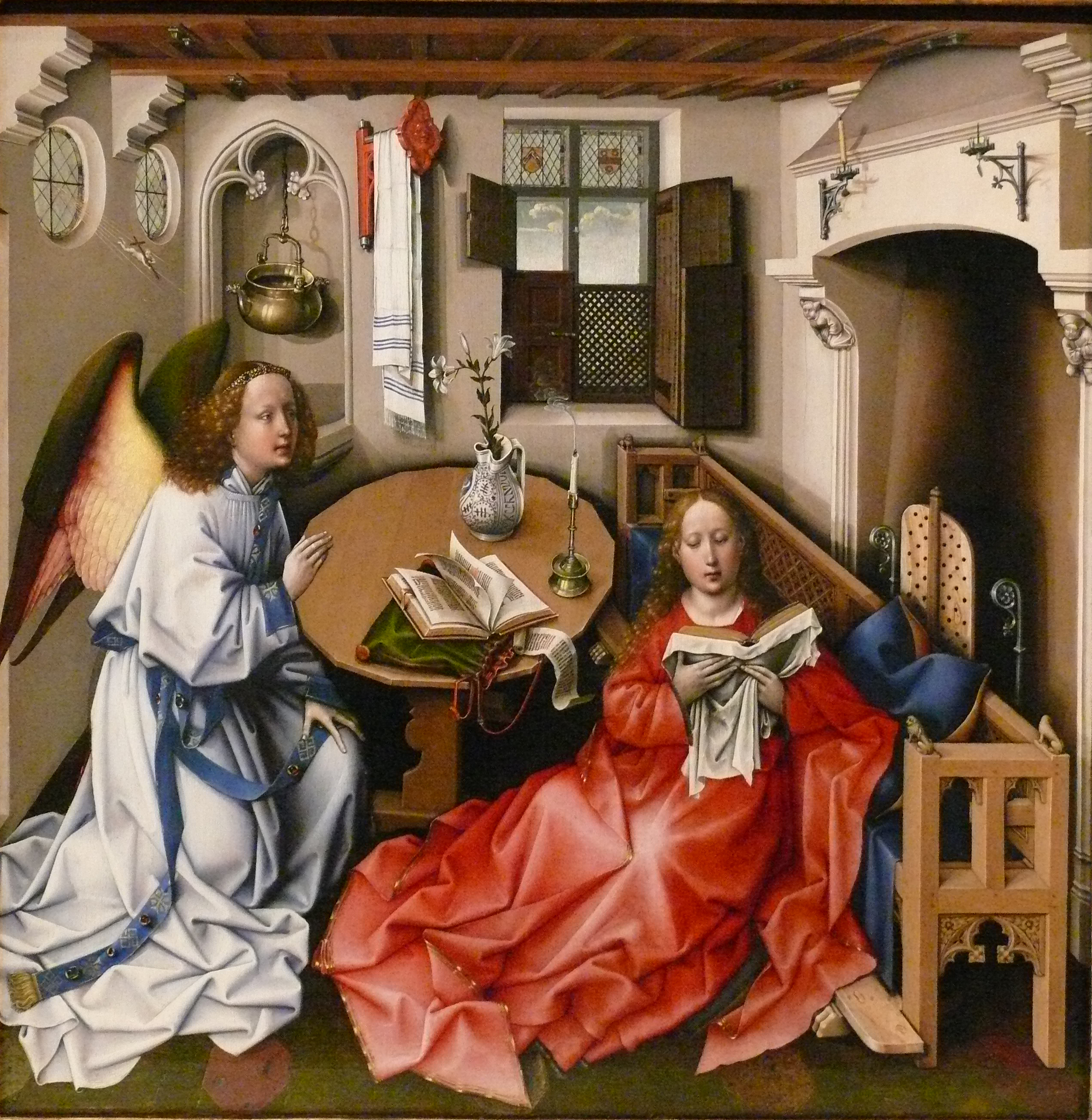
Middenpaneel van het Mérode altaarstuk

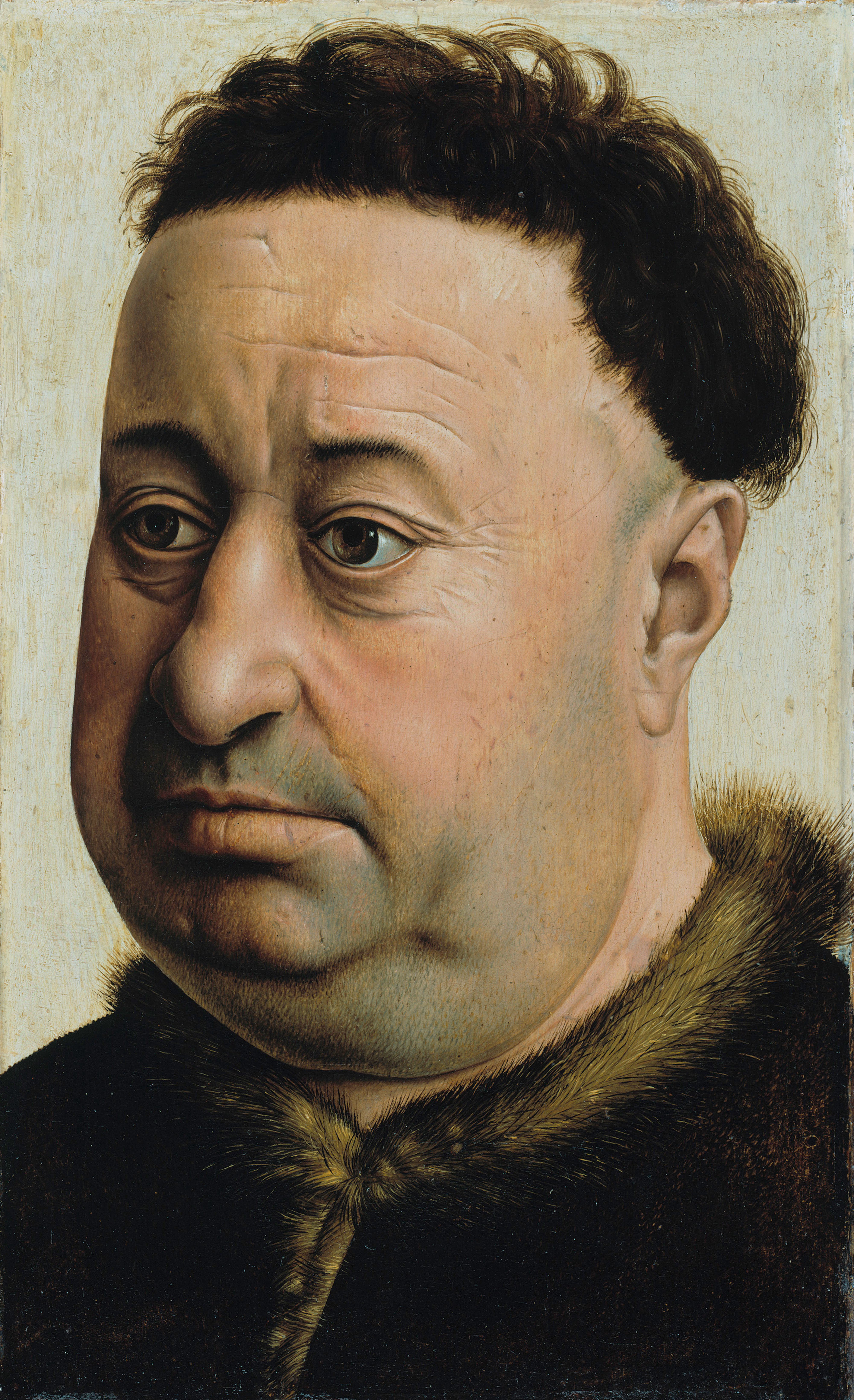
Portret van een man, waarschijnlijk Robrecht van Massemen

Robert Campin (waarschijnlijk Valenciennes, circa 1378 – Doornik, 1444) was een belangrijk schilder behorende tot de school van de Vlaamse Primitieven. Hij was de leermeester van Rogier van der Weyden en Jacques Daret. Wat de werken betreft die lange tijd aan de Meester van Flémalle werden toegeschreven, is de huidige consensus dat die van zijn hand zijn, of van een groep schilders waarvan hij een centrale figuur was.

## Leven en werk

### Levensloop
Campin wordt voor het eerst vernoemd als schilder in Doornik (Tournai) in de jaren 1405-1406. In 1410 kocht hij het poorterschap van deze stad wat er op wijst dat hij van buiten Doornik afkomstig was. Er zijn redenen om aan te nemen dat Campin uit het nabijgelegen Valencijn afkomstig was dat toen deel uitmaakte van het graafschap Henegouwen, maar over deze afkomst en over Campins opleiding bestaan alleen maar vermoedens. Soms wordt er ook vermoed dat zijn geboorteplaats ergens in de Limburgse Kempen valt te zoeken. Redenen daarvoor zijn onder meer de Franse versie van zijn achternaam en die van zijn vrouw Isabella en ook de herkomst van Jan van Eyck, dus van de linkeroever van de Maas.
Campins carrière in Doornik kan aan de hand van verscheidene documenten worden gereconstrueerd. Tussen 1408 en 1441 werd hij herhaaldelijk door het stadsbestuur geëngageerd voor het vervaardigen van beschilderde vaandels, banieren en andere feestdecoraties.
Campin polychromeerde ook beeldhouwwerk. Dit bracht hem in direct contact met de rijke traditie van de Doornikse beeldhouwateliers. In 1425 polychromeerde hij de beelden bestemd voor de Halle des Doyens in opdracht van het stadsbestuur. Ook verscheidene Doornikse kerken gaven hem de opdracht om beelden te polychromeren, met name in de Saint-Brice waar hij in 1408-1409 dit werk uitvoerde. In 1428 werd hij betaald voor het polychromeren van twee haast levensgrote beelden van Maria en de Aartsengel Gabriël van de hand van Jean de le Mer bestemd voor de Sint-Pieterskerk van Doornik. Dergelijke in onze ogen meer ambachtelijke taken behoorden toen tot de gebruikelijke activiteiten van schilders en ook andere beroemde meesters zoals Jan van Eyck en Hugo van der Goes hebben dergelijk werk uitgevoerd.
Campin werkte ook aan meer prestigieuze opdrachten. In 1428 schilderde hij een muurschildering op een wand van de zogenaamde Halle des Jurez, waarop de heiligen Piatus en Eleuterus in het gezelschap van het Franse koningspaar en de dauphin waren afgebeeld. Dit werk werd blijkbaar erg hoog ingeschat want bij ingrijpende verbouwingen aan de hal in 1436, waardoor het werk diende te verdwijnen, werd het eerst door een andere kunstenaar gekopieerd.
Uit de archieven blijkt dat Campin een niet geringe welstand bereikte, wat wijst op zijn succes als veelgevraagd kunstenaar. Hij bezat diverse eigendommen en wist ook kapitaal over te houden om te investeren in talloze lokale zakentransacties. Binnen zijn stand bekleedde hij een vooraanstaande positie. Hij was actief in het gilde van de Goudsmeden en Schilders en werd onderdeken van deze corporatie in 1423 en 1424 en "Eswardeur" in 1425 en 1426. Door zijn banden met het gilde was hij betrokken bij het meer democratische stadsbestuur dat als gevolg van een opstand van de heersende patriciërs de macht had overgenomen. Toen deze opstand werd neergeslagen, werden talloze leiders gestraft. Omdat Campin in 1429 weigerde als getuige op te treden in het proces van een van de beschuldigden, werd hij zelf veroordeeld tot een geldboete en een pelgrimstocht naar Saint-Gilles du Gard in de Provence. Ook daarna werd Campin door de stedelijke autoriteiten zwaar vervolgd, wellicht omdat men hem zijn samenwerking met het neergeslagen bewind zeer kwalijk nam. Zo werd hij in 1432 veroordeeld voor overspel wegens het feit dat hij samenleefde met de zogenaamde Laurence Polette, terwijl hij getrouwd was met Elisabeth van Stockhem (Ysabiel de Stocquain). Hierop stond de zeer zware straf van één jaar ballingschap. Deze straf werd pas omgezet in een geldboete na de tussenkomst van Margaretha van Bourgondië, gravin van Henegouwen en Holland. Uit deze tussenkomst van een zo hooggeplaatst persoon mag blijken dat Campin als schilder een niet geringe reputatie genoot die zich ook buiten Doornik had verspreid.
Campin leidde een groot atelier waarin heel wat assistenten en leerlingen waren tewerkgesteld en dat ook buiten Doornik een grote uitstraling genoot. In 1419 was de zoon van de Gentse schilder Gheeraert de Stoevere een tijdlang bij Campin werkzaam, wellicht om er expertise op te doen die elders niet beschikbaar was. Vier leerlingen worden in 1426-1428 nog bij naam in de gildelijsten vernoemd.
Een van hen was Jacques Daret die al sinds 1418 bij de familie Campin inwoonde zonder daarvoor officieel als leerling ingeschreven te zijn geweest. Een tweede leerling, Rogelet de le Pasture genaamd, was wellicht niemand minder dan de op dat ogenblik reeds 27 jaar oude Rogier van der Weyden. Net als zijn leeftijdsgenoot Jacques Daret was hij wellicht al jaren in het atelier van Campin werkzaam zonder officieel als leerling bij het gilde te zijn erkend.
Ondanks de strafrechtelijke vervolgingen waaraan hij was blootgesteld geweest (zie Processtuk met vermelding van Robert Campin), bleef Campin ten minste tot drie jaar voor zijn dood werken uitvoeren voor het Doornikse stadsbestuur en diverse Doornikse kerken en burgers. Voor de testamentuitvoerder van Regnault de Vesrain ontwierp hij in 1438 een serie schilderijen die het leven van Sint Pieter voorstelden en waarin ook de portretten van Regnault en zijn vrouw waren opgenomen. Deze werken waren geschilderd op lijnwaad en waren bedoeld om als imitatie-wandtapijt te worden opgehangen in de kapel van Sint-Pieter. Van al deze gedocumenteerde werken blijft alleen een fel beschadigd fragment van een muurschildering over die Campin maakte in de kerk van Saint-Brice in de jaren 1406-1407. Het is haast onmogelijk om op basis van dit fel beschadigde vroege werk bruikbare toeschrijvingen te baseren. Het is eveneens slechts een vermoeden dat de wandtapijten met het leven van Sint-Pieter die in 1460 door de bisschop van Beauvais, Guillaume de Hellande, werden besteld, een afspiegeling zouden zijn van de werken die Campin enkele jaren tevoren voor de erven van Regnault de Vesrain had vervaardigd. De gemeenschappelijke kenmerken van het werk van Daret, Van der Weyden, en de voorheen aan de Meester van Flémalle toegeschreven werken blijven dus de enige basis voor de attributie van deze groep aan Robert Campin.
Voor zover bekend is hij uitsluitend getrouwd geweest met Elisabeth van Stockhem, die ongeveer 7 jaar ouder was dan hij, en het huwelijk bleef kinderloos.

### Schilderstijl
Geen enkel in goede toestand bewaard werk kan met zekerheid aan Robert Campin worden toegeschreven. Toch werd een heel oeuvre met zijn naam in verband gebracht. Dit gebeurde op basis van het feit dat hij is gedocumenteerd als de leermeester van Jacques Daret en van een zekere "Rogelet de le Pasture" die naar men aanneemt identiek is met "Rogier de le Pasture" alias Rogier van der Weyden. Van Daret zijn nog drie gedocumenteerde paneeltjes bewaard, terwijl het oeuvre van Rogier van der Weyden op basis van stijlkritisch onderzoek is samengesteld. Bepaalde werken zijn dus aan Robert Campin toegeschreven op basis van hun stilistische overeenkomsten met de oeuvres van Daret en Van der Weyden. Tot deze groep behoren hoofdzakelijk werken die voorheen werden toegeschreven aan de anonieme meester met de noodnaam "Meester van Flémalle". Sommige schilderijen die bij bepaalde auteurs als vroege werken van Rogier van der Weyden doorgaan (onder meer de beroemde "Kruisafneming" in het Prado in Madrid) worden door anderen dan weer aan zijn leermeester Robert Campin toegeschreven, en omgekeerd. Robert Campin is dus allesbehalve een duidelijk afgebakende kunstenaarspersoonlijkheid met een duidelijk afgebakend oeuvre. Vele werken uit de groep Campin/Flémalle zijn ongetwijfeld het werk geweest van andere meesters uit de omgeving van Campin wier identiteit wellicht nooit achterhaald zal worden.
Aangezien niet precies duidelijk is welke werken aan Robert Campin moeten worden toegeschreven, is het moeilijk om te schrijven over zijn stijl. Hiervoor dient dan ook te worden verwezen naar de bijdragen over de Meester van Flémalle, Jacques Daret en Rogier van der Weyden.

## Werken
Enkele van de belangrijkste werken die aan Campin worden toegeschreven:
- de zogenaamde "panelen van Flémalle" (Madonna, Veronica en H. Drievuldigheid), die 1849 van Aken naar het Städelsches Museum in Frankfurt am Main overgebracht werden;
- fragment met de "slechte moordenaar" afkomstig van een verloren drieluik met de "Kruisafneming" in het Städelsches Museum in Frankfurt am Main;
- de Mérode-triptiek in The Cloisters, Metropolitan Museum of Art, New York;
- een Aanbidding van de herders in het Musée des Beaux Arts van Dijon;
- een Annunciatie en een Bruiloft van de maagd in het Prado, Madrid;
- een Madonna in de National Gallery, Londen.
- de Seilern triptiek in de The Courtauld Institute of Art, Londen.

## Eerbetoon
- Doornik eert de schilder met een Rue Robert Campin en een Résidence Robert Campin.
- In Woerden is er een Robert Campinplantsoen, gelegen in het schilderskwartier. Oorspronkelijk heette deze straat de Campinstraat, maar omdat dit algemeen verbasterd werd naar Campingstraat is de straat hernoemd.

## Voetnoten
1. ↑   "Walloon historians not unnaturally wish to believe that so early and considerable an artist was of French-speaking origin. They note that the name Campin is not uncommon in Hainault, notably at Valenciennes, where it occurs frequently at this period; and they further, and with obvious force, point out that on a critical occasion our Robert received potent protection from the Duchess of Hainault, when he had been condemned to a year's exile because of his dissolute life. Nevertheless, it is tempting to look elsewhere for his origin. His very name suggests the Limbourg Campine in the neighbourhood of Maastricht, whence came the Van Eycks and the de Limbourgs and other famous artists of this generation. At Maastricht was an important school of art of ancient standing to which all of these men were debtors. Further, when Robert Campin settled at Tournay he brought with him his wife, Isabella of Stockhem, and Stockhem is " a village on the left bank of the Maas within a short distance of Maaseyck." Martin Conway, The Van Eycks and their followers, p.111/112
2. ↑  Deze beelden bestaan nog en zijn gerestaureerd in het KIK/IRPA in Brussel.
3. ↑   "At Maastricht was an important school of art of ancient standing to which all of these men were debtors. Further, when Robert Campin settled at Tournay he brought with him his wife, Isabella of Stockhem, and Stockhem is "a village on the left bank of the Maas within a short distance of Maaseyck."
Martin Conway, The Van Eycks and their followers, p.111/112

- Biblioteca Nacional de España: XX1247313
- Bibliothèque nationale de France: cb11955921j (data)
- Biografisch Portaal: 38217428
- CiNii: DA11824357
- Digitale Bibliotheek voor de Nederlandse Letteren: camp127
- Gemeinsame Normdatei: 118840436
- International Standard Name Identifier: 0000 0000 6297 336X
- Library of Congress Control Number: n82254810
- Nationale Bibliotheek van Israël: 987007274426505171
- Nationale Bibliotheek van Polen: a0000001816392
- Nationale en Universitaire bibliotheek Zagreb: 000741905
- Nederlandse Thesaurus van Auteursnamen: 070376832
- Réseau des bibliothèques de Suisse occidentale: 02-A016595204
- RKD-Nederlands Instituut voor Kunstgeschiedenis: 15043
- LIBRIS: 182722
- Système universitaire de documentation: 027540650
- Union List of Artist Names: 500021163
- Virtual International Authority File: 89682661
- WorldCat: E39PBJqqtxpr397dWJH4Rf6dwC